# Папуш, Иван Агафонович
Иван Агафонович Папуш (25 июня 1924, Сартана, Мариупольский городской совет — 9 февраля 2023) — украинский общественный деятель, краевед, директор Мариупольского музыкального училища. Основатель и директор музея этнографии и истории греков Приазовья. Заслуженный работник культуры УССР. Член Национального Союза журналистов Украины. Почётный гражданин Мариуполя и Сартаны.

## Биография
Иван Папуш родился в поселке Сартана в крестьянской семье. По национальности — грек. В 1937 году отец был арестован во время «греческой операции» НКВД (реабилитирован в 1960 году).
С 1943 года — на фронте, участвовал в освобождении Мелитополя. Демобилизован в 1946 году, работал в Сартане в доме культуры и в школе, руководил струнным оркестром и хором.
С 1953 по 1957 год учился в Артёмовском музыкальном училище как баянист, руководитель оркестра народных инструментов и педагог-методист. С 1957 года работал завучем, заместителем директора, директором в Дзержинской и Артёмовской музыкальных школах.
В 1970 году оканчивает заочно Донецкий музыкально-педагогический институт (ныне — Донецкая государственная музыкальная академия) и становится директором Мариупольского музыкального училища.
С 1985 года — на пенсии.
Инициатор и активный участник создания музея этнографии и истории греков Приазовья, а также его директор с момента открытия (с 1987 года).